# Madrid / Getafe
Madrid / Getafe är en flygplats i Spanien.   Den ligger i provinsen Provincia de Madrid och regionen Madrid, i den centrala delen av landet, 14 km söder om huvudstaden Madrid. Madrid / Getafe ligger 618 meter över havet.
Terrängen runt Madrid / Getafe är platt, och sluttar österut. Runt Madrid / Getafe är det tätbefolkat, med 411 invånare per kvadratkilometer. Närmaste större samhälle är Madrid, 13,7 km norr om Madrid / Getafe. Trakten runt Madrid / Getafe består till största delen av jordbruksmark.